# Francisco Radler de Aquino
Francisco Radler de Aquino (23 de janeiro de 1878, Estados Unidos ) foi um pesquisador,  membro titular da Academia Brasileira de Ciências na área de Ciências Matemáticas desde 27 de dezembro de 1935.
Foi almirante da Marinha do Brasil  que desenvolveu a Tábua Radler para Navegação Astronômica (publicada inicialmente no Rio de Janeiro em 1903, com o título de “Tábuas Náuticas e Aeronáuticas Radler de Aquino” ou “Tábuas Universais Radler de Aquino”) constituiu um enorme avanço para a Navegação Astronômica, por sua simplicidade na solução do “triângulo de posição” e por condensar, em um só volume, todas as combinações possíveis de Latitude, Declinação e Ângulo no Polo.
A primeira edição inglesa foi publicada em Londres, em 1910. A segunda edição inglesa foi publicada em 1912, com novas tiragens em 1917 e 1918. A terceira edição inglesa foi publicada em 1924. A primeira edição norte-americana foi publicada em Annapolis em 1927, tendo sido adotada por vários anos na U.S. Naval Academy e na U. S. Navy. A edição “Universal” norte-americana foi publicada em Annapolis, em 1938. A segunda edição brasileira foi publicada em 1943 e a terceira em 1973, ambas no Rio de Janeiro.
Desta forma, a Tábua Radler tornou-se muito popular entre os navegantes de todo o mundo, o que pode ser comprovado pelas sucessivas edições inglesas e norte-americanas.
Ademais, conforme ressaltou o Diretor de Hidrografia e Navegação na apresentação da publicação DN4-2, Tábuas para Navegação Astronômica, a Tábua Radler transcende técnicas de navegação, para representar uma conquista intelectual digna da tradição naval do Brasil e uma contribuição importante à “arte da navegação”.
Foi homenageado como patrono do Centro de Instrução e Adestramento “Almirante Radler de Aquino” (CIAARA) da Marinha.